# Berlinische Baumzucht
Berlinische Baumzucht (abreviado Berlin. Baumz.) es un libro con ilustraciones y descripciones botánicas que fue escrito por el botánico, pteridólogo, micólogo y farmacéutico alemán Carl Ludwig Willdenow. Fue publicado en Berlín en una primera edición el año 1796 y en una segunda edición en el año 1811, con el nombre de Berlinische Baumzucht, oder Beschreibung der in den Gärten um Berlin, im Frein ausdauernden Bäume und Sträucher, für Gartenliebhaber und Freunde de Botanik, von Carl Ludwig Willdenow.